# Grove Hill
Grove Hill és una població dels Estats Units a l'estat d'Alabama. Segons el cens del 2000 tenia 1.438 habitants.

## Demografia
Segons el cens del 2000, Grove Hill tenia 1.438 habitants, 582 habitatges, i 387 famílies. La densitat de població era de 111,7 habitants/km².
Dels 582 habitatges en un 27,5% hi vivien nens de menys de 18 anys, en un 46,9% hi vivien parelles casades, en un 17,4% dones solteres, i en un 33,5% no eren unitats familiars. En el 32,1% dels habitatges hi vivien persones soles el 17,7% de les quals corresponia a persones de 65 anys o més que vivien soles. El nombre mitjà de persones vivint en cada habitatge era de 2,35 i el nombre mitjà de persones que vivien en cada família era de 2,99.
Per edats la població es repartia de la següent manera: un 23,2% tenia menys de 18 anys, un 9,9% entre 18 i 24, un 25,8% entre 25 i 44, un 23,2% de 45 a 60 i un 18% 65 anys o més.
L'edat mediana era de 40 anys. Per cada 100 dones hi havia 91 homes. Per cada 100 dones de 18 o més anys hi havia 82,6 homes.
La renda mediana per habitatge era de 31.012 $ i la renda mediana per família de 36.833 $. Els homes tenien una renda mediana de 35.481 $ mentre que les dones 20.438 $. La renda per capita de la població era de 16.459 $. Aproximadament el 13,4% de les famílies i el 18,5% de la població estaven per davall del llindar de pobresa.

## Poblacions més properes
El següent diagrama mostra les poblacions més properes.